# Villanueva de San Mancio
Villanueva de San Mancio è un comune spagnolo di 119 abitanti situato nella comunità autonoma di Castiglia e León.